# Wateringen

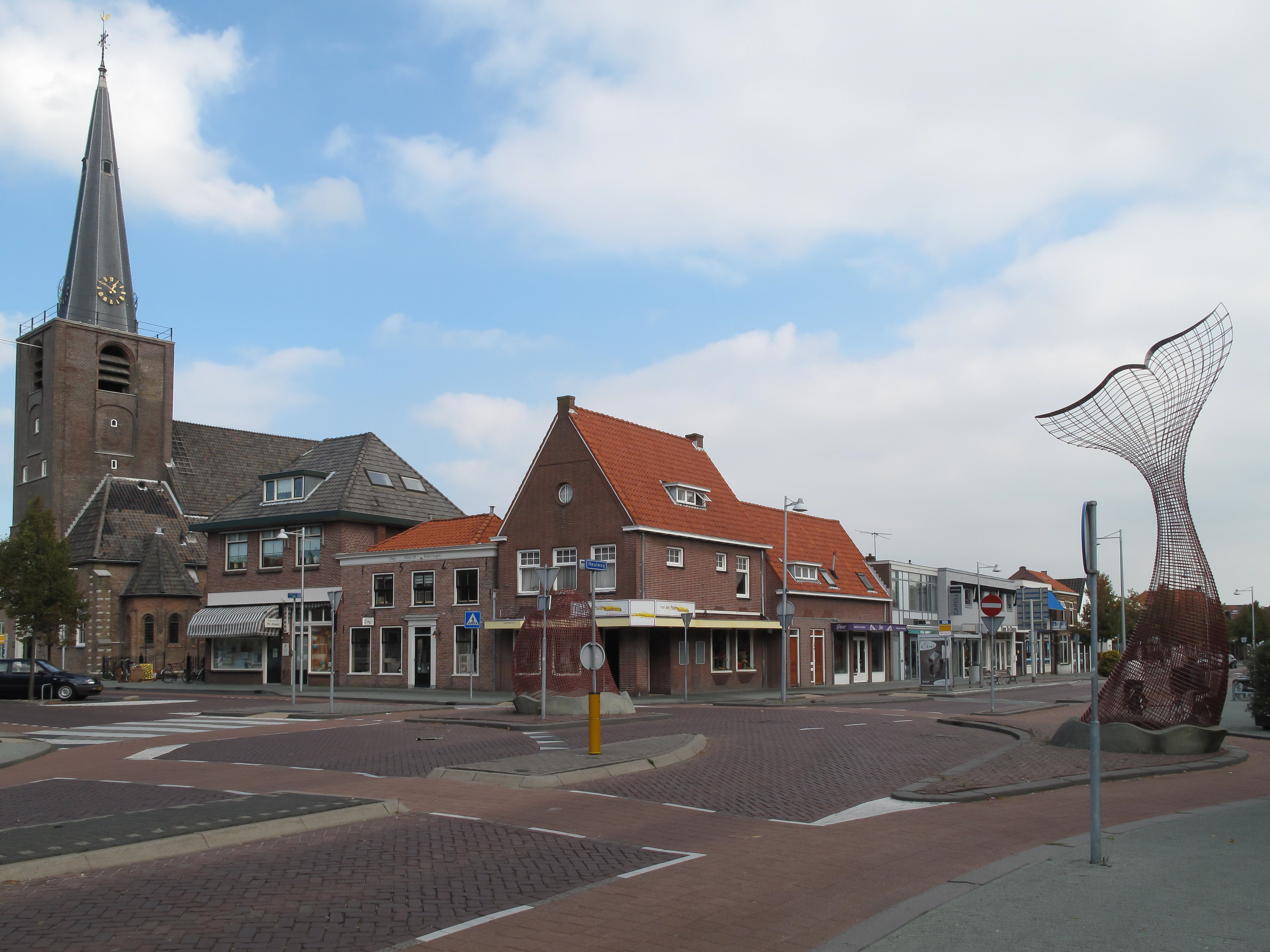
Wateringen, 2009.

Wateringen är en stad i Nederländerna provinsen Zuid-Holland. Den är en del av Westland kommun, och ligger omkring 5 km sydväst om Haag.
Till 2004 var den en separat kommun och täckte en yta av 8.93 km². Den tidigare kommunen Wateringen inkluderade även staden Kwintsheul.
Byn "Wateringen" har en folkmängd på runt 10 860.
Det statistiska området "Wateringen", som även kan inbegripa de runtomkring liggande gårdarna, har en folkmängd på cirka 13 880.